# Сересо, Сатурнино Мартин
Сатурнино Мартин Сересо (исп. Saturnino Martín Cerezo; 11 февраля 1866, Мьяхадас, Касерес, Испанская империя – 2 декабря 1945, Мадрид, франкистская Испания) — испанский офицер, командовавший испанским гарнизоном в Балере в ходе осады.

## Биография
В детстве проявлял большой интерес к книгам и учёбе. Из-за бедности его семьи с юных лет работал в поле.
В 17 лет Сересо пошёл добровольцем в армию. Дослужившись до сержанта, в 1897 году отправился добровольцем на Филиппины на подавление восстания тагалов. Уже на месте был повышен в звании до второго лейтенанта запаса.

### Осада Балера
Сересо отплыл из Манилы в Балер в начале 1898 года в составе отряда из 50 солдат под командованием лейтенанта Хуана Алонсо Саясы, а также с гражданским и военным губернатором округа эль-Принсипи и капитаном Энрике де лас Моренас-и-Фосси. Несмотря на то, что между Балером и Манилой было всего 275 километров, наземное снабжение практически отсутствовало и осуществлялось по морю.
После непродолжительного затишья, 30 июня 1898 года, во время очередного патрулирования, Сересо со своими людьми попал в засаду филиппинских повстанцев. Был ранен капрал Хесус Гарсия Кихано, и Сересо был вынужден отступить к Балеру. Испанцам удалось организовать оборону в церкви до прибытия тагалов, где держали оборону 337 дней.  Во время осады, 18 октября, лейтенант Саяса умер от авитаминоза, после чего Мартин Сересо принял на себя руководство обороной.

### Возвращение в Испанию
28 июля 1899 года Мартин Сересо вместе с отрядом отплыл в порт Манилы и 1 сентября прибыл в Барселону, а 7 сентября того же месяца — в Мадрид, где его приняли в военном министерстве. 21 сентября он прибыл в свой родной город Мьяхадас, где его встретили как героя. 
Поселился в Мадриде, где продолжил свою военную карьеру и дослужился до бригадного генерала. Умер там же 2 декабря 1945 года.

### Признание заслуг
После возвращения на родину он был награжден орденом Святого Фердинанда и Крестом Военных заслуг. 
В его родном городе была названа улица в его честь, а также в Касересе и в Мадриде.